# Stefan Karlsson (fotbollsspelare)
Stefan Erik Karlsson, född 15 december 1988 i Österhaninge, är en svensk fotbollsspelare (försvarare) som spelar för Kosta IF. Han spelade under sin karriär för Växjö Norra IF, Östers IF, Djurgårdens IF, Östersunds FK och Jönköpings Södra IF.

## Karriär
Stefan Karlsson skrev på för Öster under säsongen 2008 när laget spelade i division 1. Han tog en startplats direkt och har därefter spelat regelbundet i lagets startelva, frånsett säsongen 2011 då han tillfälligt fick konkurrens av Emil Krafth.
Den 5 januari 2014 skrev Karlsson på för tre säsonger med Djurgårdens IF. Den 24 juli 2016 bytte han klubb till den allsvenska konkurrenten Östersunds FK. Den 3 januari 2017 skrev Karlsson ett tvåårskontrakt med Jönköpings Södra IF. Efter degraderingen från Fotbollsallsvenskan 2017 så bröt Karlsson sitt kontrakt med Jönköpings Södra IF.
Den 9 januari 2018 presenterades Karlsson med ett treårskontrakt för Östers IF. Han spelade 24 ligamatcher under säsongen 2020. Efter säsongen valde Karlsson att avsluta sin fotbollskarriär.
Den 5 november 2022 blev Karlsson klar för Division 6-klubben Kosta IF.